# Ingrida Šimonytė
Ingrida Šimonytė, född 15 november 1974 i Vilnius, Litauiska SSR, Sovjetunionen, är en litauisk politiker för Kristdemokratiska Fosterlandspartiet.
Šimonytė tillträdde som Litauens premiärminister den 25 november 2020. Hon var tidigare Litauens finansminister. Šimonytė ställde upp i Litauens presidentval 2019 men förlorade mot Gitanas Nausėda.

## Biografi

### Barndom och utbildning
Šimonytė föddes i Vilnius. Hennes far var civilingenjör. Modern, Danutė Šimonienė, arbetade som ekonom. Šimonytė flyttade till distriktet Antakalnis i Vilnius med sina föräldrar 1984, där hon tillbringade större delen av sin barndom och ungdom. 1992 tog Šimonytė examen vid Vilnius Žirmūnai Gymnasium, där hon blev erkänd och belönad för sina akademiska färdigheter i matematik.
Efter examen anmälde hon sig till fakulteten för ekonomi vid Vilnius universitet och tog en examen i företagsekonomi 1996. Därefter återvände hon till institutionen och fick en magisterexamen i ekonomi 1998.

### Tidig politisk karriär
1997 började Šimonytė först arbeta professionellt som ekonom och offentliganställd, efter att ha anställts vid finansministeriet inom dess skatteavdelning. Mellan 1998 och 2001 arbetade Šimonytė som ekonom i ministeriets skatte- och försäljningsavdelning och senare befordrades hon till chef för ministeriets avdelning för direkt beskattning, en post som hon hade kvar till 2004, då hon blev kansler för ministeriet och senare biträdande finansminister. Hon avgick från denna befattning 2009 för att tillträda som finansminister.

### Finansminister

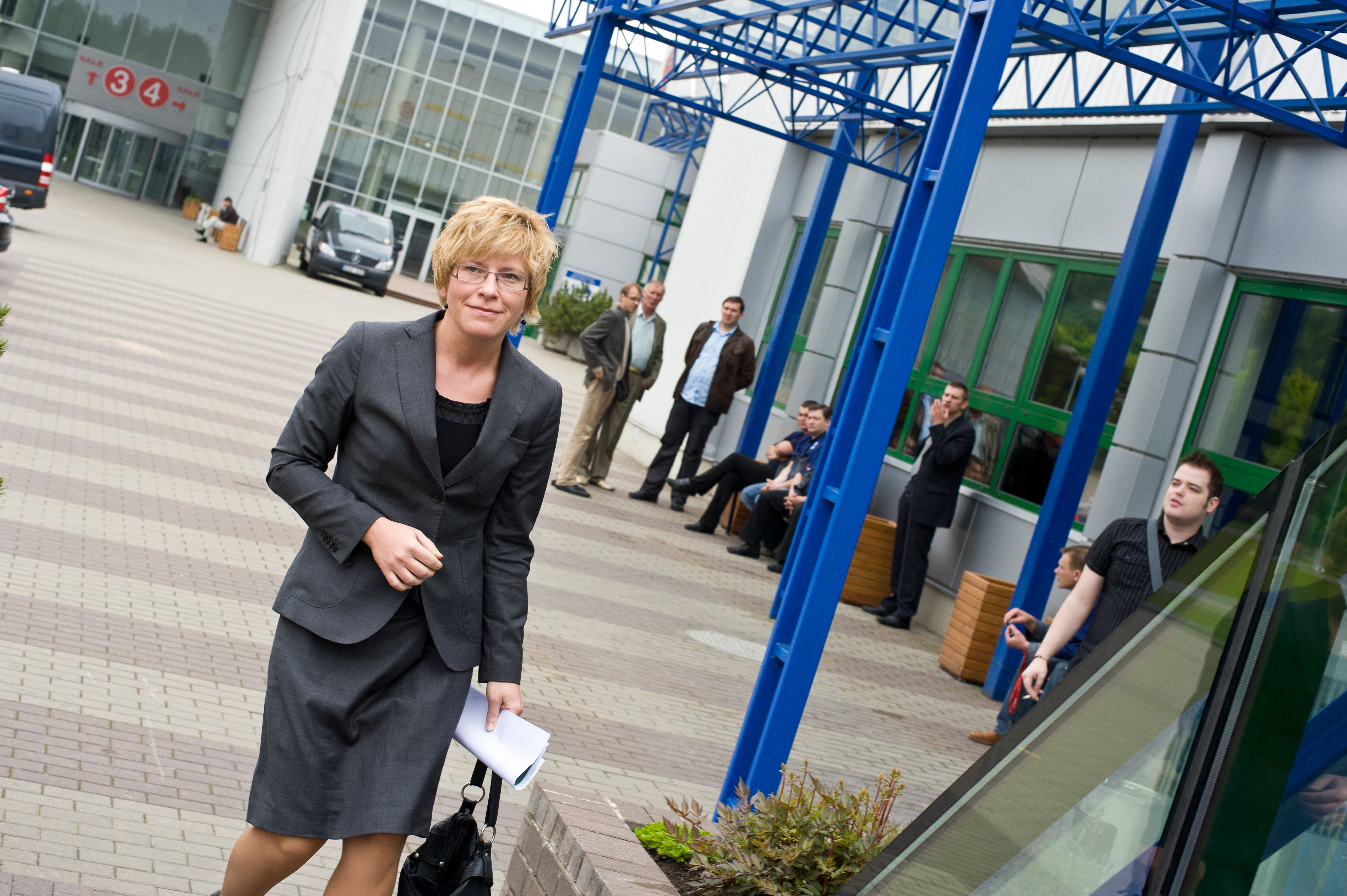
Šimonytė vid 2010 Baltic Development Forum i Vilnius.

2009 nominerades Šimonytė till finansminister i premiärminister Andrius Kubilius andra kabinett, i stället för Algirdas Šemeta som avgått för att bli EU-kommissionär för budget och administration. Efter tillträdet fick Šimonytė i uppdrag att återställa den litauiska ekonomin under efterdyningarna av den stora lågkonjunkturen, då Litauens bruttonationalprodukt (BNP) sjönk 14,7% under 2009. Šimonytė blev ett av ansiktena för den åtstramning som regeringen genomförde för att förbättra den litauiska ekonomin.
Simonytė lämnade sin post som finansminister efter riksdagsvalet 2012, där den sittande regeringen led nederlag mot Litauens socialdemokratiska parti och den kommande regeringen i Algirdas Butkevičius. Efter sin avgång utsågs Šimonytė till vice ordförande för styrelsen för Litauens Bank, en roll som hon hade kvar fram till 2016, samtidigt som hon också blev lektor i ekonomi vid Institute of International Relations and Political Science vid Vilnius universitet, och lektor i offentliga finanser vid ISM University of Management and Economics.

### Parlamentarisk karriär
2015 planerade Šimonytė att återvända till politiken efter att ha bekräftat att hon ville kandidera i parlamentsvalet 2016 och ville representera valkretsen Antakalnis i Vilnius. Platsen hade hållits av den tidigare premiärministern Andrius Kubilius, som avstod från att ställa upp för omval. Šimonytė var partilös kandidat, men hon stöddes av Fosterlandsförbundet. I valet var Šimonytė en av tre kandidater i Litauen som hade vunnit valet utan att behöva gå vidare till en andra omgång, sedan hon fått 51,54% av rösterna i sin valkrets i första omgången. Efter sin seger intog hon sin plats i Seimas.
Efter valet till Seimas gick Šimonytė med i parlamentets grupp för Fosterlandsförbundet, trots att hon officiellt var en partilös politiker. Hon utsågs till att vara ordförande för revisionskommittén, samtidigt som hon arbetade i kommittén för europeiska frågor.

### Presidentvalet 2019
År 2018 tillkännagav Šimonytė sin kampanj för att bli Litauens president i presidentvalet 2019. Som en partilös kandidat sökte Šimonytė nominering av det politiska partiet Fosterlandsförbundet, med endast Vygaudas Ušackas som motkandidat inför nomineringen. Till slut vann Šimonytė nomineringen med 79% av rösterna.
När hon ställde upp i valet som kandidat för Fosterlandsförbundet var Šimonytė en av favoriterna till att vinna. Hennes medtävlare var Gitanas Nausėda. Den första omgången av valet hölls den 12 maj 2019, där Šimonytė kom på en knapp förstaplats med 31,53% av rösterna, före Nausedas 31,16%. De två avancerade därefter till ett avgörande val den 26 maj, där Šimonytė besegrades av Nausėda efter att ha fått endast 33,47% av rösterna. Šimonytė hade fått mindre antal röster än vad hon fick i den första omgången, efter att ha fått cirka 3 200 färre röster, medan Nausėda hade fått mer än 400 000 fler röster än han fick i första omgången.

### Litauens premiärminister
Efter presidentvalet 2019 hade Šimonytė framstått som inofficiell ledare för Fosterlandsförbundet och en av de mest framträdande politikerna som är anslutna till partiet, trots att de officiellt var partilösa. Hon ställde upp för omval till Seimas i parlamentsvalet 2020, där hon återigen blev en av endast tre valkretskandidater över hela landet som vann sina val i första omgången, den här gången hade hon fått mer än 60% av rösterna. Efter certifieringen av valresultaten visade det sig att Fosterlandsförbundet hade vunnit ett flertal platser genom att gå förbi den sittande regeringen under ledning av Lietuvos valstiečių liaudininkų sąjunga (LVLS), "Litauiska bondefolkunionen". Efter valet förväntades en koalition bildas mellan Fosterlandsförbundet, Liberala rörelsen och Frihetspartiet, där alla tre partierna ville att Šimonytė skulle bli premiärminister. Den nya regeringen kom att ledas av tre kvinnor: Šimonytė, Liberala rörelsens ledare Viktorija Čmilytė och frihetspartiets ledare Aušrinė Armonaitė, och följde därmed i fotspåren av regeringen Marin i Finland.
Den 9 november undertecknades koalitionsavtalet mellan Fosterlandsförbundet, Liberala rörelsen och Frihetspartiet, vilket banade väg för Šimonytė att bli premiärminister. Den 18 november tillkännagav hon den föreslagna förändringen av regeringen. Šimonytė utsågs till premiärminister den 25 november 2020 av president Gitanas Nausėda, och blev den andra kvinnan som hade den rollen efter Kazimira Prunskienė.

## Privatliv
Förutom litauiska talar Šimonytė också engelska, polska och ryska, liksom svenska på grundnivå. Hon är ogift och har inga barn.
Den tappre soldaten Švejk, en satirisk mörk komedi av den tjeckiske författaren Jaroslav Hašek, är en av Šimonytės favoritböcker, vars karaktärer hon ofta har citerat offentligt under sin politiska karriär.